# V424 Lacertae
Désignations
V424 Lacertae (en abrégé V424 Lac) est une supergéante rouge de la constellation boréale du Lézard. C'est une étoile variable de cinquième magnitude, donc visible à l'œil nu. Elle est membre de l'association OB Lacerta OB1. D'après la mesure de sa parallaxe annuelle par le satellite Gaia, l'étoile est distante d'environ ∼ 2 330 a.l. (∼ 714 pc) de la Terre.
Le type spectral MKK de V424 Lacertae a été déterminé comme étant K5 Ib, mais l'étoile a également été classée avec un type de M0. L'analyse de la photométrie du satellite Hipparcos a permis de déterminer qu'elle est légèrement variable. Sa variation totale est de moins d'un dixième de magnitude. Plusieurs périodes courtes ont été détectées, ainsi que des variations plus lentes ayant des périodes de 1 100 ou 1 601 jours,. Malgré ces évidences de périodicité, elle est répertoriée comme une variable irrégulière à longue période de sous-type Lc dans le General Catalogue of Variable Stars. Messina (2007) la répertorie comme une possible variable à longue période secondaire.
V424 Lacertae présente une excès d'émission dans l'ultraviolet, qui pourrait être produit par un compagnon invisible. Celui-ci pourrait également expliquer la longue période secondaire. En partant de cette hypothèse, l'existence d'un compagnon substellaire avec une orbite d'une période de 1 382 jours et à une distance de 6,2 ua a été suggérée.